# Nooï
Nooï est une chaîne française de restauration rapide, proposant des pâtes à emporter. Elle est créée en 2006 par Eric Senet.
Elle est exploitée par la société Sdar.

## Historique
L'enseigne voit le jour dans les restaurants Flam's où un espace à part propose des pâtes chaudes, à emporter, servies dans des bols jetables. Devant le succès rencontré, l'enseigne est lancée en franchise en 2006, le premier restaurant ouvre alors à Strasbourg. En 2010, l'enseigne exporte son concept aux États-Unis, à New York en plein cœur de Manhattan puis ouvre en 2011 en Belgique dans la ville universitaire de Louvain[source insuffisante] puis en Espagne, dans la ville de Barcelone[source insuffisante].
En 2011, l'enseigne compte plus de 70 restaurants[source insuffisante]. En 2018, l'enseigne ne compte plus que 22 restaurants en France.
La société SDAR obtient un plan de sauvegarde le 21 mai 2013, reconduit le 20 mai 2014, mais elle est placée en liquidation judiciaire le 20 septembre 2018